# Уверский, Алексей Иванович
Алексе́й Ива́нович Уве́рский (12 февраля 1886, Санкт-Петербург, Российская империя — 
весна 1942, Ленинград, РСФСР, СССР) — российский футболист, играл на позиции полузащитника. Боксёр. Тренер (бокс). Участник Олимпийских игр 1912 года.

## Биография
Начал карьеру Алексей Уверский в клубе «Петровский». Также играл в клубах «Националы», «Коломяги». В 1907 году перешёл в ряды лидера петербургского футбола тех лет, клуб «Спорт». 
В составе сборной Петербурга в 1912 году стал чемпионом Российской империи.
В сборной России Уверский провёл 3 матча. Был в составе олимпийской сборной России на Олимпийских играх 1912 года в Стокгольме, провел один матч, в котором россияне сокрушительно проиграли сборной Германии 0:16.
Учился на юридическом факультете петербургского университета.
В годы Первой мировой войны занимал вольнонаёмные должности в Петербургских объединённых городских лазаретах 108 и 154. Позднее был помощником начальника 1-го транспорта Красного Креста. Был награждён Серебряной медалью «За усердие» и орденом святого Станислава 3-й степени.
Помимо футбола, занимался боксом, получил прозвище «Сирикаки» — по имени японского борца, который проводил показательные коммерческие бои в России, а Уверский был внешне на него похож. Был учеником и, впоследствии, ассистентом легендарного «Профессора бокса» Эрнеста Лусталло. После смерти Лусталло в 1931 году тренировал самостоятельно. Был тренером в ленинградском ДСО «Водник». С 1936 года и до начала Великой Отечественной войны в 1941 году тренировал будущего пятикратного чемпиона СССР по боксу Ивана Князева.
Погиб в блокадном Ленинграде весной 1942 года. Место захоронения неизвестно.

## Статистика

### Как игрок
| Матчи Уверского за сборную России | Матчи Уверского за сборную России | Матчи Уверского за сборную России | Матчи Уверского за сборную России | Матчи Уверского за сборную России | Матчи Уверского за сборную России |
| Дата                              | Место проведения                  | Оппонент                          | Счёт                              | Голы                              | Соревнование                      |
| --------------------------------- | --------------------------------- | --------------------------------- | --------------------------------- | --------------------------------- | --------------------------------- |
| 22 августа 1911                   | Санкт-Петербург                   | Англия                            | 0:11                              | -                                 | Товарищеский матч                 |
| 1 июля 1912                       | Стокгольм                         | Германия                          | 0:16                              | -                                 | Олимпиада 1912                    |
| 22 ноября 1912                    | Москва                            | Венгрия                           | 0:12                              | -                                 | Товарищеский матч                 |

## Достижения
Санкт-Петербург
- Чемпион Российской империи: 1912
- Серебряный призёр чемпионата Российской империи: 1913[8]
- Чемпион Санкт-Петербурга (4): 1908, 1909, 1910, 1913
- Серебряный призёр чемпионата Санкт-Петербурга: 1912
- Бронзовый призёр чемпионата Санкт-Петербурга (2): 1907, 1911
- Обладатель Кубка Санкт-Петербурга (2): 1909, 1910

## Награды
- Серебряная медаль «За усердие» (20.06.1916)
- Орден святого Станислава 3-й степени (07.11.1916)